# یک پلیس زن در جوخه هرزه‌ها
یک پلیس زن در جوخه هرزه‌ها (انگلیسی: A Policewoman on the Porno Squad) یک کمدی سکسی سبک ایتالیایی به کارگردانی میکله ماسیمو تارنتینی است که در سال ۱۹۷۹ منتشر شد. این فیلم دنباله‌ای برای فیلم دیگر این کارگردان، اعترافات یک پلیس زن بود.

## بازیگران
- ادویژ فنش
- لینو بانفی
- آلوارو ویتالی
- جانفرانکو بارا
- فرانکو دیوجنه
- جاکومو ریتسو
- سال بورجزه
- توماس رودی